# Paperino al luna park
Paperino al luna park (A Good Time for a Dime) è un film del 1941 diretto da Dick Lundy. È un cortometraggio animato della serie Donald Duck, prodotto dalla Walt Disney Productions e uscito negli Stati Uniti il 9 maggio 1941, distribuito dalla RKO Radio Pictures. A partire dagli anni novanta è più noto come Paperino e la galleria del soldino. Nel novembre 1984 fu inserito nel film di montaggio Buon compleanno Paperino.

## Trama
Paperino si reca all'interno di un penny arcade, dove inserisce una moneta in un kinetoscopio dal titolo "La danza dei sette veli", che gli mostra le danze di una Paperina in versione ballerina. Paperino si eccita sempre di più a quella visione, per poi avere uno scatto d'ira quando un malfunzionamento della macchina gli impedisce di vedere gli ultimi fotogrammi. In seguito Paperino prova un claw crane tentando in ogni modo di vincere una fotocamera, ma, dopo alcuni tentativi, se ne va a mani vuote. Poi Paperino sale su un aeroplanino funzionante a monete, ma il suo giro è molto breve. Cerca allora di ottenere un giro gratis percuotendo l'aereo, ma questo va fuori controllo. Paperino viene sbalzato in aria e rischia più volte di impigliarsi nell'elica. Tornato a terra, Paperino lascia la sala giochi stordito.

## Distribuzione

### Edizioni home video

#### DVD
Il cortometraggio è incluso nel DVD Walt Disney Treasures: Semplicemente Paperino - Vol. 1.